# Буківська сільська рада (Житомирський район)
Буківська сільська рада (деколи — Буцька сільська рада) — колишня адміністративно-територіальна одиниця та орган місцевого самоврядування у Троянівському, Коростишівському і Житомирському районах, Житомирській міській раді Волинської округи, Київської й Житомирської областей УРСР та України з адміністративним центром у с. Буки.

## Населені пункти
Сільській раді підпорядковувались населені пункти:
- с. Буки
- с. Нова Рудня
- с. Руденька
- с. Тригір'я

## Населення
Кількість населення ради, станом на 1923 рік, становила 2 139 осіб, кількість дворів — 305.
Відповідно до результатів перепису населення 1989 року, кількість населення ради, станом на 12 січня 1989 року, складала 1 144 особи.
Станом на 5 грудня 2001 року, відповідно до перепису населення України, кількість мешканців сільської ради складала 930 осіб.

## Склад ради
Рада складалась з 12 депутатів та голови.

## Керівний склад сільської ради
| ПІБ                             | Основні відомості                                                 | Дата обрання | Дата звільнення |
| ------------------------------- | ----------------------------------------------------------------- | ------------ | --------------- |
| Шпак Микола Михайлович          | Сільський голова, 1958 року народження, освіта                    | 26.03.2006   | 31.10.2010      |
| Красніцький Анатолій Васильович | Сільський голова, 1953 року народження, освіта вища, безпартійний | 31.10.2010   |                 |

Примітка: таблиця складена за даними джерела

## Історія
Утворена 1923 року в складі с. Буки та урочища Довжик Троянівської волості Житомирського повіту Волинської губернії. Станом на 10 жовтня 1925 року на обліку в раді перебуває с. Тригір'я; після 1925 року ур. Довжик не значиться на обліку населених пунктів. Станом на 1 жовтня 1941 року на обліку в раді числиться х. Фрісарка, котрий, станом на 1 вересня 1946 року, не перебуває на обліку населених пунктів; станом на 10 лютого 1952 року на обліку значиться х. Чорнодуб, котрий, станом на 1954 рік, знятий з обліку населених пунктів.
Відповідно до інформації довідника «Українська РСР. Адміністративно-територіальний поділ», станом на 1 вересня 1946 року сільрада входила до складу Житомирського району Житомирської області, на обліку в раді перебувало с. Буки.
11 серпня 1954 року до складу ради було передано села Буда, Корчівка, Нова Рудня, хутори Новий, Чернеча Руденька ліквідованих Будянської та Новоруднянської сільських рад Житомирського району. Х. Новий після 1954 року не перебуває на обліку населених пунктів. 12 травня 1958 року до складу ради увійшло с. Улянівка ліквідованої Улянівської сільської ради. 29 травня 1967 року с. Буда було передане до складу Високопічської сільської ради, 13 січня 1969 року с. Улянівка — до складу Денишівської сільської ради.
Станом на 1 січня 1972 року сільська рада входила до складу Житомирського району Житомирської області, на обліку в раді перебували села Буки, Нова Рудня, Руденька та Тригір'я.
Припинила існування 17 листопада 2015 року через об'єднання до складу Тетерівської сільської територіальної громади Житомирського району Житомирської області.
Входила до складу Троянівського (7.03.1923 р.), Житомирського (14.05.1939 р., 4.01.1965 р.), Коростишівського (30.12.1962 р.) районів та Житомирської міської ради (14.11.1935 р.).